# Vatsla
Vatsla est un village de la commune de Saue du comté de Harju en Estonie.
Au 31 décembre 2011, il compte 371 habitants.